# Kent Robin Tønnesen
Kent Robin Tønnesen (ur. 5 czerwca 1991 w Partille w Szwecji) – norweski piłkarz ręczny szwedzkiego pochodzenia, reprezentant kraju, prawy rozgrywający. Obecnie występuje we francuskiej drużynie Paris Saint Garmin.

## Kariera
Urodził się w Partille niedaleko Göteborga w Szwecji. Jako dziecko wyjechał z rodzicami do Norwegii, gdzie w 2008 w wieku 17 lat zaczął profesjonalną karierę w Haslum HK. Już w pierwszym sezonie gry na najwyższym szczeblu rozgrywek norweskiej piłki ręcznej zdobył złoty medal mistrzostw kraju w sezonie 2008/2009. Sukces ten powtórzył ponownie w sezonie 2010/2011. Zdobył także wicemistrzostwo Norwegii w sezonie 2011/2012. Następnie przeniósł się do Szwecji do Elitserien, w której w sezonie 2012/2013 występował w IK Sävehof. Niestety klub z Partille odpadł na poziomie półfinałów w krajowych rozgrywkach nie zdobywając medalu mistrzostw. Od sezonu 2013/2014 reprezentuje barwy niemieckiego HSG Wetzlar.

## Sukcesy
- Mistrzostwo Norwegii w sezonie 2008/2009
- Mistrzostwo Norwegii w sezonie 2010/2011
- Wicemistrzostwo Norwegii w sezonie 2011/2012